# Pools Heining
De Pools Heining is een beekje in Noord-Brabant in de gemeente Baarle-Nassau. De beek begint in de Hollandse Bossen op een hoogte van 25 meter.

## Nabijgelegen kernen
De nabijgelegen kernen bij de Pools Heining zijn: Heesboom, Oude Strumpt en Nieuwe Strumpt.

## Loop
De beek begint in de Hollandsche Bosschen ten westen van Heesboom. Hij stroomt eerst naar het zuiden en dan naar het noord-westen, waar hij langs het voormalige Munitiemagazijn Ulicoten stroomt. Daarna stroomt hij tussen Oude Strumpt en Nieuwe Strumpt. Als het beekje de twee gehuchtjes heeft verlaten, stroomt hij samen met de Reutsche Loop. Daarna stroomt hij langs een Belgische enclave. En een paar kilometer stroomafwaarts vormt hij uiteindelijk de Heerlese Loop.